# Shannon Bogues
Shannon Bogues (Baltimora, 20 febbraio 1997) è un cestista statunitense.

## Palmarès
- Coppa di Lega svizzera: 1

Massagno: 2023